# Fytoplazma
Fytoplazma je specializovaná bakterie, která je obligátním parazitem ve vodivém pletivu rostlin a je přenášena hmyzem. Obvykle jde o organismy o průměru menším než 1 mikrometr. Choroba způsobená fytoplazmou se nazývá fytoplazmóza. Mezi fytoplazmózy patří stolbur, fytoplazmová žloutenka aster, nebo proliferace jabloně.

## Popis bakterií
Fytoplasmata patří do třídy mollicutes, která sdružuje bakterie postrádající peptidoglykanovou buněčnou stěnu. Objeveny byly v Japonsku jako původce trpasličí nemoci moruší, o které se původně předpokládalo, že je virového původu, což bylo vyvráceno použitím antibiotika tetracyklinu a přímým pozorováním bakterií podobných mykobakteriím.
Fytoplazmata jsou definována jako bakterie bez buněčné stěny, jiného než helikálního tvaru, které kolonizují floém rostlin a hmyz. Původně byly nazývány "mykoplasmám podobné organismy".
Tyto bakterie není je možné kultivovat v laboratorních podmínkách, z toho důvodu se jejich druhy popisují jako Candidatus (Ca.) Phytoplasma sp.
Během svého životního cyklu jsou fytoplazmata schopné infikovat floém řady rostlinných druhů, ať už ve zralém floému nebo v nezralém stále obsahujícím jádra. Šíření je závislé na hmyzím přenašeči, který je infikován během sání. Ve hmyzu musí fytoplazma projít buňkami střeva a dostat se do slinných žláz, odkud se může rozšířit do další rostliny, v hmyzím těle ovšem může přežívat v řadě tkání, ať už jako intracelulární nebo extracelulární symbiont. Latentní doba při infekci hmyzu je 7 až 80 dní, při infekci rostliny od 7 dní až po 6-24 měsíců, což činí fytoplazmózu obtížnou k regulaci. U hmyzu se infekce projevuje v závislosti na druhu hmyzu a fytoplazmy, od letální infekce u netolerantních hmyzích druhů, přes bezpříznakovou infekci až po zvýšení fitness hmyzího druhu, například zvýšením odolnosti proti suchu nebo nedostatku potravy.